# Панычево
Па́нычево — деревня в Бакчарском районе Томской области, Россия. Входит в состав Высокоярского сельского поселения.
Население — ↘98 (2021).

## География
С запада деревню огибает река Андарма, с востока — трасса Р399.

## История
В непосредственной близости от современной д. Панычево, по левому берегу р. Суйга проживали коренные жители — южные селькупы (заимка Потеряева). В 1911 г.: 1 хозяйство — 6 селькупов. Заимка также фиксируется на карте Томской губернии 1921 г.

## Население
| 2002 | 2010 | 2012 | 2013 | 2014 | 2015 | 2021 |
| ---- | ---- | ---- | ---- | ---- | ---- | ---- |
| 199  | ↘122 | ↘120 | ↘113 | ↘107 | ↘106 | ↘98  |

## Местное самоуправление
Глава поселения — Светлана Степановна Брунгард.

## Социальная сфера и экономика
В деревне работает фельдшерско-акушерский пункт. Ближайшие школа и библиотека находятся в Богатырёвке.
Действуют несколько частных предпринимателей, работающих в сфере сельского хозяйства и розничной торговли.